# 南方 (杂志)
《南方》创刊于2003年，是中国大陆政治类双周刊，编辑部位于广东省广州市。
《南方》在2018年被中华人民共和国国家新闻出版广电总局新闻报刊司评为2017年全国“百强报刊”。